# عروس جنگ
عروس جنگ (انگلیسی: Bride of War) یک مینی‌سریال زندگی‌نامه‌ای جنگی و ملودرام است که در ۴ قسمتِ ۵۲ دقیقه‌ای در سال ۱۹۹۷ منتشر شد.

## گزیدهٔ بازیگران
- هیو گارمون در نقش جان اِلوین جونز
- مردیث ادواردز صداپیشگی برای دوران پیری جان اِلوین جونز
- یولانتا فراشینسکا در نقش آنیا
- اوا ژنتک در نقش زن آلمانی در قطار
- میروسواف زبرویویچ در نقش سرباز اوکراینی
- یاروسواف بوبرک در نقش سرباز ارتش میهنی
- میخاو برایتن‌والد در نقش افسر ورماخت
- ادوارد ژنتارا در نقش پدر
- ادیتا اولشوفکا در نقش استازیا
- پاوئو ویلچاک در نقش یانِک
- یان یانکوفسکی در نقش سوئن
- ویتولد دنبیتسکی در نقش سرهنگ کوالسکی
- یاتسک بورکوفسکی در نقش دستیار سرهنگ کوالسکی
- رافائو مور در نقش رهگذر
- یانوش بوکوفسکی در نقش ناظر آلمانی
- آرکادیوش یانیچک
- ویکتوریا پادلفسکا